# 城市边缘区

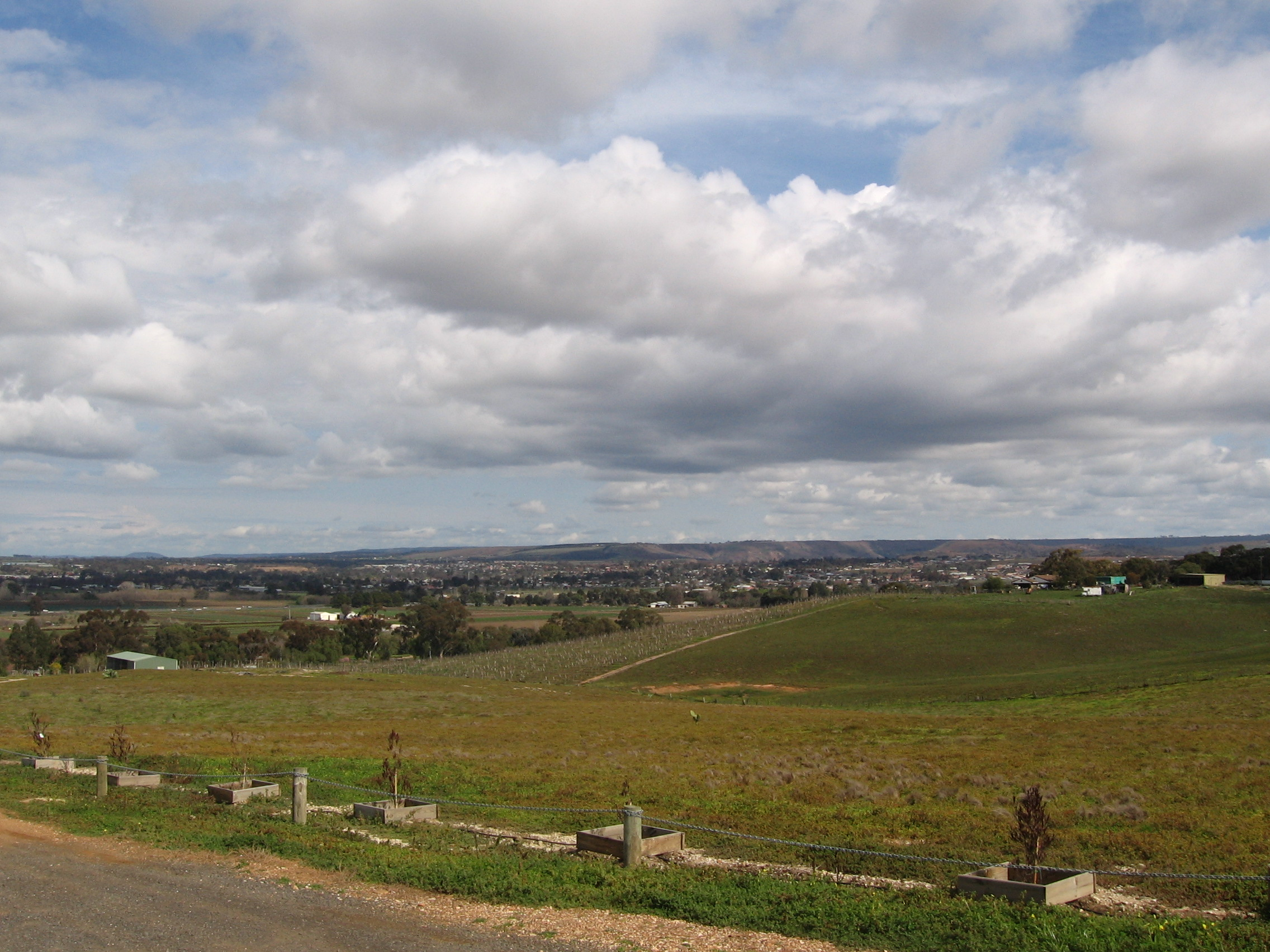
澳大利亞維多利亞州的巴克斯马什的都市邊緣。

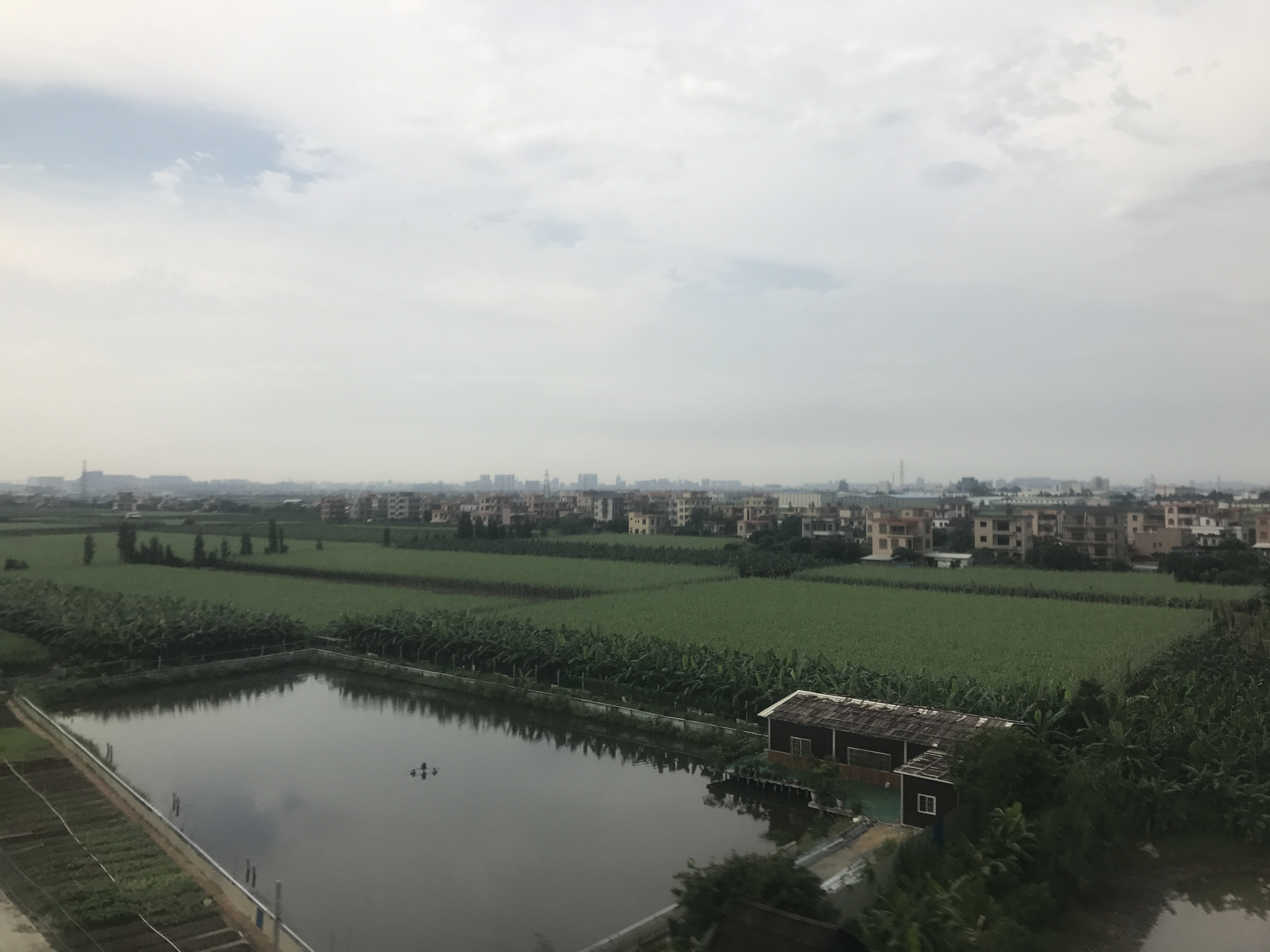
广州南部的城市边缘地区的景观。

城市边缘区（英語：rural–urban fringe）是指城镇与乡村的交界处，或指城市和农村的土地用途混合、过渡的区域。

## 市域与建成区关系
古代筑有城墙的城市，城墙即可以作为城乡的明显界线。近代城鎮普遍朝都市化發展，當人口逐漸聚集，城鎮範圍向外擴大到原有的鄉村地區，城市邊界便漸趨模糊。因此并非簡單根据各国确定的城镇行政區定义，就可以把實際上的城镇与乡村严格区分开。
若將市域（行政區管轄面積）與實際城市化的建成区面積相比較，就会出现三种情况：
- 市域与建成面积相等（适域市）；
- 市域大于建成面积（广域市）；
- 市域小於建成面积（狭域市）。

## 欧洲
城市边缘地区的定义取决于因国家和地域而异，但通常在欧洲，由于城市实行集中管理以防止城市蔓延，以保护农业用地，城市边缘以某些土地用途为特征，这些土地用途要么需要远离城市地区，要么需要更大的土地。例如：
- 道路，特别是高速公路和外绕线
- 垃圾转运站，回收设施和垃圾填埋场
- 停车换乘（P+R停车场）
- 机场
- 大型医院
- 电力、供水和污水处理设施
- 工厂
- 大型城郊购物设施，例如大型超市

尽管有这些“城市”用途，但边缘仍然基本上是空旷的，大部分土地都是农地、林地或其他农业用途。然而，城市周边的乡村的质量往往较低，开阔场地和维护不善的林地和灌木之间常被隔离开。

## 城鄉結合部

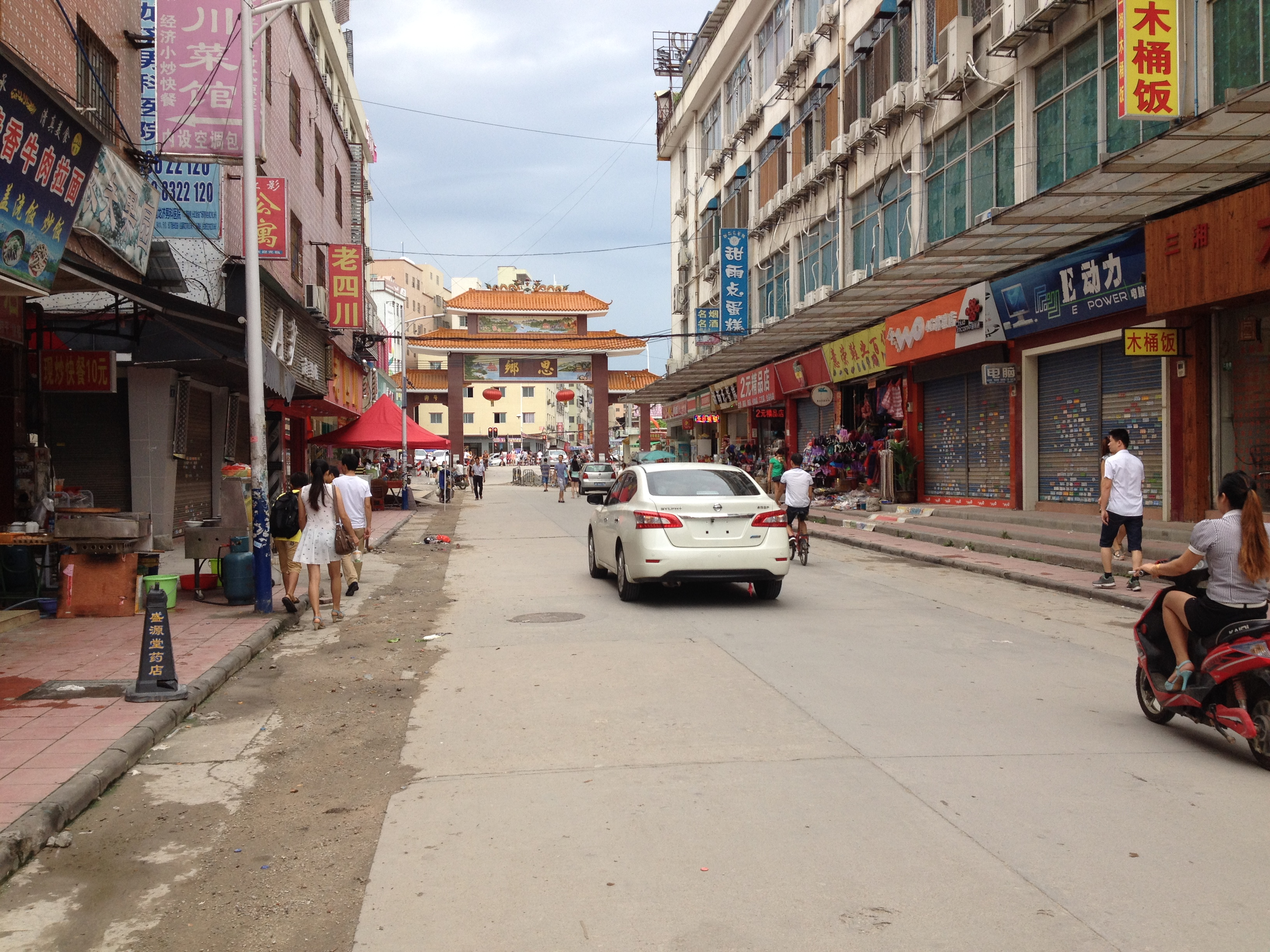
广州白云区城乡结合部（南岭村），融合了乡村的牌坊、低矮建筑和城市的街道等景观。

亞洲高速城市化發展，導致城市边缘地区出現了獨特的景觀，這種地區被稱為“Desakota”，中文通常稱作城乡结合部（或作城乡接合部）。在中國，一些地方政府以地區辦事處的特殊機構管理這類區域，城乡结合部有獨特的社會問題，常見為土地開發糾紛、外來人口犯罪、公共衛生問題。
官方應對方法為逐漸將當地外觀依然強烈類似農村色彩的聚居地進行社區化管理工程，之後隨城市建設自然而然在時間中城市化。例如2010年8月11日北京市召开“全市村庄社区化管理工作推进会”，根据部署，2010年内城乡接合部地区实行社区化管理的村庄要力争达到50%以上；首先大兴区為示範區，區內村庄全面社区化管理，通过实施治安防范常态化、矛盾调处及时化、房屋出租规范化、村民管理自治化等有效手段實行。
執行面通常先在社區化村莊四週建設圍牆或美觀化的鐵欄，消除無規則散居的原始村莊樣貌，進駐警衛、清潔管理等人員，形成類似歐美郊區中高級社區的樣貌，下一步開始在圍區內優化路燈、水電、排水等公共設施，附近設立公安駐點、糾紛調解會等機構。等數年後再招商房產開發商等洽談城市更新事宜。